# Déjà vu (Prince Royce e Shakira)
Deja vu è un singolo dei cantanti latini Prince Royce e Shakira, estratto dai loro rispettivi album Five e El Dorado. La canzone è stata pubblicata il 24 febbraio 2017 da Sony Music.

## Descrizione
La traccia, in stile bachata, segna la prima collaborazione tra i due artisti latinoamericani. È stata scritta da Daniel Santacruz, Prince Royce e Manny Cruz. Il testo della prima parte viene ripetuto nella seconda parte, proprio per simulare un déjà vu. Tratta di una storia ormai conclusa, che però viene riaccesa dai due protagonisti, i quali iniziano a fantasticare su un possibile ritorno di fiamma. Alla fine, giungono alla conclusione che è meglio rimanere da soli, dimenticarsi, che ripetere una storia senza finale.

## Video musicale
Il videoclip, girato a Barcellona e diretto da Jaume de Laiguana, è stato pubblicato il 24 marzo. Mostra i due artisti in una pista da ballo, tra coreografie, esibizioni live e scene di backstage. Il video ha raggiunto 300 milioni di visualizzazioni su Vevo.

## Tracce
- Download digitale[12]

1. Deja vu – 3:16

## Formazione
- Shakira - voce, cori, arrangiamento, co-produzione
- Prince Royce (Geoffrey Royce Rojas) - voce, co-produzione, produzione esecutiva, composizione
- Daniel Santacruz - composizione
- Manny Cruz - composizione
- Olgui Chirino - arrangiamento vocale
- D'Lesly "Dice" Lora - produzione, arrangiamento
- Jean Rodríguez - cori, registrazione, produzione voce di Prince Royce
- Chris Mercedes - basso
- Raúl Bier - bongo
- Rude Boyz (Chan "El Genio" e Kevin Jiménez) - co-produzione, registrazione
- David Sonenberg - produzione esecutiva
- William Derella - produzione esecutiva
- Daniel Luna - güiro
- Gerardo "Gio" Williams - chitarra
- Alfredo Matheus - missaggio
- Dave Clauss - missaggio, registrazione
- Carlos Hernandez Carbonell - registrazione e missaggio di Shakira
- Lincoln Castañeda - registrazione
- Rudy Bethancourt - registrazione
- Dennis Vargas - chitarra ritmica